# Seillons-Source-d'Argens
Seillons-Source-d'Argens là một xã thuộc tỉnh Var trong vùng Provence-Alpes-Côte d'Azur, Pháp. Xã này có diện tích 25,11 km², dân số năm 2006 là 2068 người. Xã này nằm ở khu vực có độ cao trung bình 320 mét trên mực nước biển.

## Biến động dân số
| Năm | 1962 | 1968 | 1975 | 1982 | 1990 | 1999  | 2007  |
| --- | ---- | ---- | ---- | ---- | ---- | ----- | ----- |
| Dân số | 292  | 295  | 309  | 397  | 844  | 1 610 | 2 068 |
| From the year 1962 on: No double counting—residents of multiple communes (e.g. students and military personnel) are counted only once. |      |      |      |      |      |       |       |